# Miko Veronika (cimbalomművész)
Miko Veronika, Gypsy Countess Verona (Magyarország, 1887. május 15. – Cleveland, Ohio állam, 1937. április 7.) magyar-cigány származású amerikai cimbalomművész, az Amerikai Egyesült Államok első számú cimbalmosa.

## Életpályája
Cigányzenész családban született, édesapja Andor, édesanyja Veronika. Hat testvére közül ő volt a legidősebb, pontosan nem tudni, a család mikor vándorolt ki az Amerikai Egyesült Államokba (az 1900-as népszámláson még Magyarországon szerepeltek). A család Ohio államban, Clevelandben telepedett le, ahol számos magyar cigány kisebbség élt, hamar sikerült beilleszkedniük, iskolába jártak, erre szüleik gondosan oda figyeltek. Veronikának, aki cimbalmos csodagyerekként indult még Magyarországon, hatéves korában édesapja Magyarországról hozatott egy cimbalmot, és elkezdődött a rendszeres munka, gyakorlás, eleinte édesapjával turnézott sokáig.
Veronika 1903-ban férjhez ment egy szintén kint élő cigány bevándorlóhoz, Lakatos Miklóshoz, de házasságuk nem tartott sokáig. 1912-ben házasságot kötött egy magyar származású arisztokratával, Széchy de Széchy Falva gróffal. Veronika ettől kezdve használni kezdte a grófi címet. Az amerikai sajtó azonnal lecsapott az ifjú házasokra, és megjelentek olyan cikkek, hogy most már nem csak cimbalomművész, de már cigány grófné is. A gróf családja nem nézte jó szemmel házasságukat, a grófot kitagadták a családból, és megfosztották minden örökségétől is. A grófot nem érdekelte családja döntése, üzleti vállalkozásba kezdett. 1916-ban Veronika egy lemezfelvételt készített a Columbia Records megbízásából, 4 darabot sikerült rögzítenie, ami kivívta a kritikusok tetszését.
Zeneszerzéssel is foglalkozott, híres szerzeménye, a Gypsy rag című műve 1916-ban jelent meg New Yorkban.
1917-ben országos turnéra indult Texas déli részétől egészen Kanadáig, a szakmától pozitív kritikákat kapott. A Széchy gróffal kötött házassága az 1910-es évek végére véget ért, a gróf visszatért a családjához és a pénzéhez, Veronika ezek után is használta még pár évig a grófi címet.
A válás után Veronika több helyen fellépett Ohio államban, több ízben a clevelandi szimfonikusokkal is, de karrierje már nem az volt, mint a pályája elején. 1922-ben feleségül ment Carle B. Robbinshoz, egy helyi vezető szerkesztőhöz, de ez a házassága sem volt sikeres. Az 1930-as évek felé egészségi állapota megromlott, több betegséget diagnosztizáltak nála, 1937-ben bekövetkezett halála után tüdőembóliát és koszorúér-trombózist állapítottak meg.

## Hang és kép
- Columbia Records – hanganyag

## Szerzemények
- Gypsy rag (1916)